# Ontario Teachers’ Pension Plan
Das Ontario Teachers' Pension Plan Board (kurz OTPP, Régime de retraite des enseignantes et des enseignants de l'Ontario) ist eine ab 1. Januar 1990 gegründete, unabhängige Organisation, die die Pensionsgelder in Höhe von 241,6 Milliarden CAD für aktive und pensionierte Lehrkräfte in der kanadischen Provinz Ontario verwaltet und anlegt. Das Unternehmen ist der größte Pensionsfonds nur für eine Berufssparte in Kanada und gehört zu den weltweit größten institutionellen Investoren.

## Geschichte
2008 verlor der Ontario Teachers' Pension Plan rund 19 Milliarden Dollar. Zwischen 2008 und 2009 fiel das Nettovermögen von 108,5 Milliarden Dollar auf 87,4 Milliarden Dollar.
Im Mai 2016 berichtete CBC, dass die Regierung von Ontario seit 2000 „80,5 Millionen Dollar an Lehrergewerkschaften und die Ontario Teachers‘ Federation“ gegeben habe, nachdem der Auditor General von Ontario eine Untersuchung durchgeführt hatte.
2020 investierte OTPP in die Abu Dhabi National Oil Company. Im Dezember 2020 investierte es in Società Gasdotti Italia S.P.A. und erwarb eine Mehrheitsbeteiligung. Im Jahr 2021 erhöhte der Ontario Teachers 'Pension Plan seine Beteiligung an Scotia Gas Networks (SGN). Zu dieser Zeit war das OTPP mit einem verwalteten Vermögen von rund 200 Milliarden US-Dollar Kanadas größter Rentenplan für Einzelberufe.